# کاتنوود، شهرستان کاوفمن، تگزاس
کاتنوود، شهرستان کاوفمن، تگزاس(به انگلیسی: Cottonwood, Kaufman County, Texas) شهری در ایالت تگزاس از ایالات جنوبی ایالات متحده آمریکا است. در سرشماری سال ۲۰۰۰، جمعیت این شهر ۱۸۱ نفر اعلام شد.